# Línea 20 (EMT Valencia)
La línea 20 Av. del Cid - Marina Reial - Platges de EMT de Valencia es una de las dos líneas especiales a las playas, y que solo funciona en periodo estival.

## Recorrido
| Dirección Av. del Cid | Dirección Platges |
| --------------------- | ----------------- |
|                       |                   |

## Historia

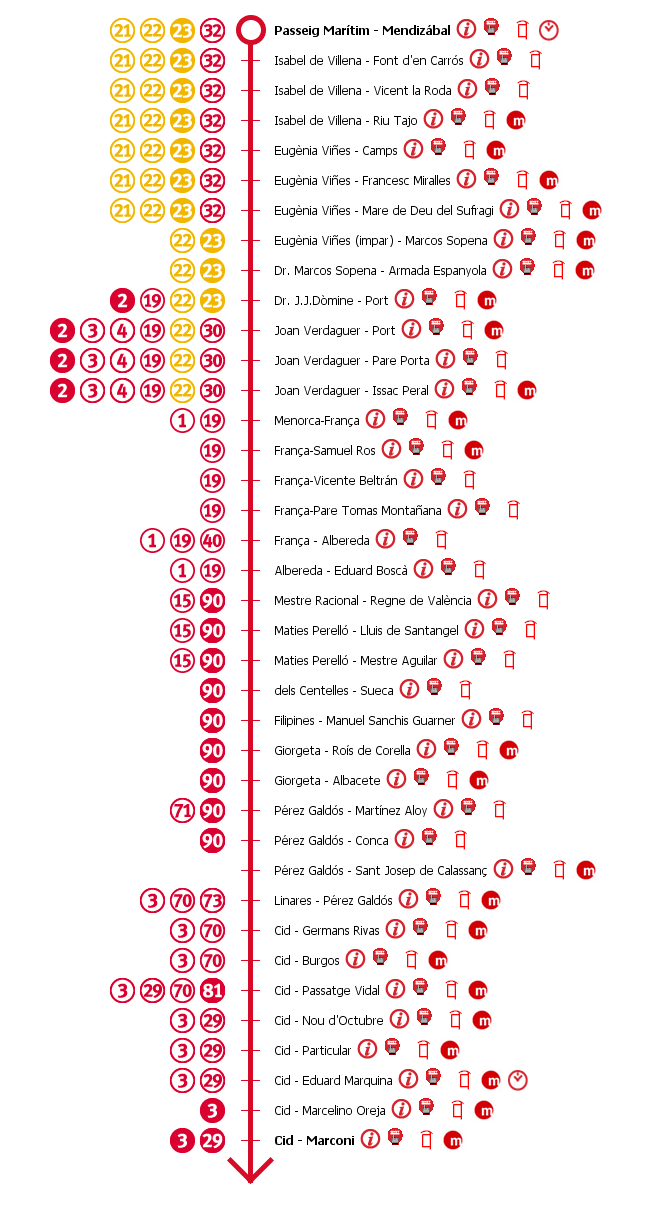
Itinerario hasta 2012 hacia Av. del Cid

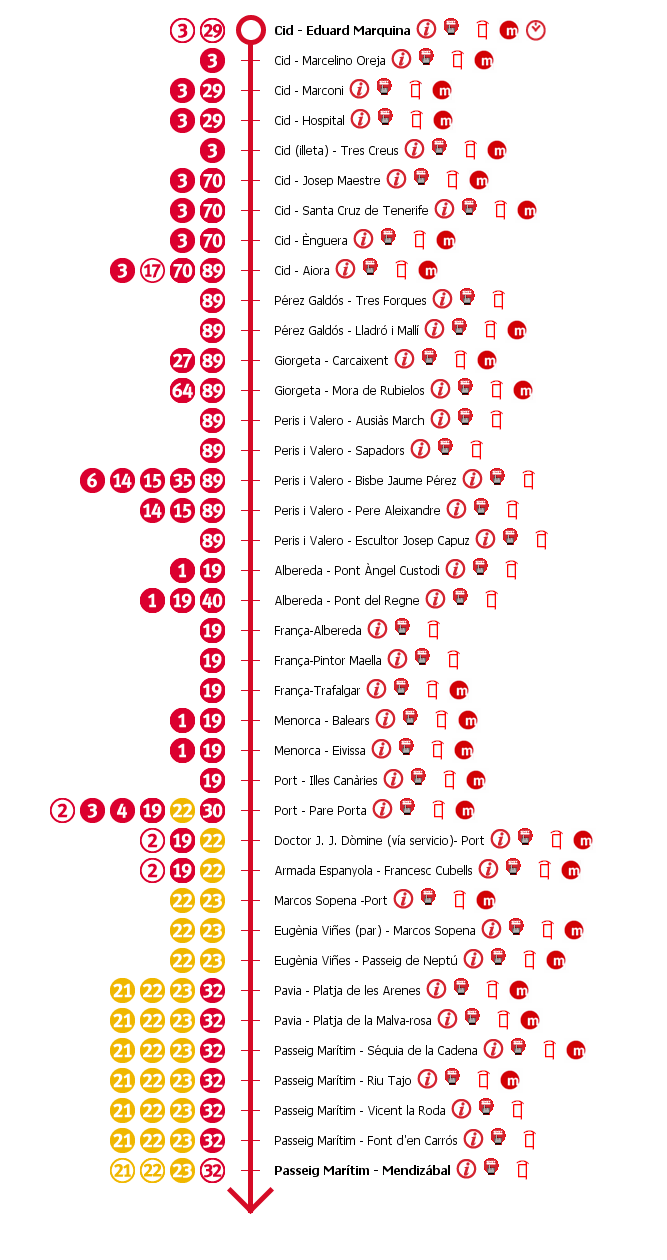
Itinerario hasta 2012 hacia Platges

La línea 20, se creó el verano de 1985, con el recorrido Gran Vía Fernando el Católico - Playas. Al crearse dos años después el resto de líneas playeras, su recorrido lo hereda la línea 22, modificando su ruta hacia la avenida del Cid. En el verano de 1994, con la apertura del Paseo Marítimo, hace el recorrido de ida por la calle Pavía, vuelta por Isabel de Villena, llegando hasta el final del paseo. Antes la ida y la vuelta se hacían por Isabel de Villena. En 2004 modifica su ruta de vuelta para hacerlo por la avenida de Francia. Para el verano de 2006, al dejarse la avenida del Puerto en dirección hacia el mar, cambia su itinerario de vuelta, por Juan Verdeguer - Avenida de Francia. A partir del verano de 2008 cuenta con algunos vehículos articulados en sus asignaciones. En 2010 sustituye en la denominación de la línea "Platges" por la anterior de "Passeig Marítim". En el verano de 2013, se modifica su itinerario para ir a la calle Menorca a través de la calle Profesor López Piñera.

## Series asignadas
|                    | 1995 | 1996      | 1997      | 1998      | 1999 | 2000 | 2001 | 2002 | 2003 | 2004 | 2005 | 2006 | 2007 | 2008 | 2009      | 2010      | 2011           | 2012           | 2013           |
| ------------------ | ---- | --------- | --------- | --------- | ---- | ---- | ---- | ---- | ---- | ---- | ---- | ---- | ---- | ---- | --------- | --------- | -------------- | -------------- | -------------- |
| CANTIDAD AUTOBUSES | 8    | 8         | 8         | 8         | 9    | 10   | 10   | 10   | 10   | 10   | 10   | 10   | 10   | 10   | 10        | 5-7       | 5-7            | 5-7            | 5-7            |
| SERIE              | 5000 | 5000/5200 | 5000/5200 | 5000/5200 | 5200 | 5200 | 5200 | 5200 | 5200 | 5200 | 5200 | 5200 | 5200 | 8000 | 8000/8200 | 8000/8200 | 8000/8100/8200 | 5100/8000/8200 | 5100/8000/8200 |